# چینی میانه
چینی میانه (چینی ساده‌شده: 中古汉语، چینی سنتی: 中古漢語، پین‌یین: Zhōnggǔ Hànyǔ)، چینی باستان یا سامانه چیه‌یون (به انگلیسی: Qieyun system) گونهٔ تاریخی زبان چینی است که در واژه‌نامه قافیه چیه‌یون مربوط به سال ۶۰۱ میلادی ضبط شده‌است. اعتقاد برخی زبان‌شناسان بر این است که این واژه‌نامه در بر گیرنده گویش معیار چینی آن زمان بوده که در چانگ‌آن، پایتخت دودمان‌های سوئی و تانگ رواج داشته‌است. هرچند تحقیقات اخیر نشان داده که چیه‌یون ترکیبی از سنت‌های خوانشی و شاعرانه شمالی و جنوبی در اواخر دوره سلسله‌های شمالی و جنوبی بوده‌است.